# Parafia św. Jana Nepomucena w Sipiorach
Parafia św. Jana Nepomucena w Sipiorach – rzymskokatolicka parafia w dekanacie Kcynia diecezji bydgoskiej. Została utworzona w 1934 r.
Na obszarze parafii leżą miejscowości z gminy Kcynia: Gromadno, Józefkowo, Kowalewko, Kowalewko-Folwark, Ludwikowo, Paulina, Piotrowo, Sipiory, Studzienki, Weronika oraz Wisławica.